# Egon Krenz
Egon Rudi Ernst Krenz (* 19. března 1937 v Kolbergu, dnes Kołobrzeg v Polsku) je bývalý východoněmecký politik, poslední generální tajemník Sjednocené socialistické strany Německa (SED) a předposlední předseda Státní rady Německé demokratické republiky. V uvedených funkcích vystřídal 18. října 1989 svého předchůdce Ericha Honeckera. Za vlády Egona Krenze došlo 9. listopadu 1989 k pádu Berlínské zdi.

## Život
Egon Krenz se narodil v roce 1937 v rodině krejčího v přístavním městě Kolberg, které po roce 1945 připadlo Polsku, změnilo název na Kołobrzeg a je součástí Západopomořanského vojvodství.

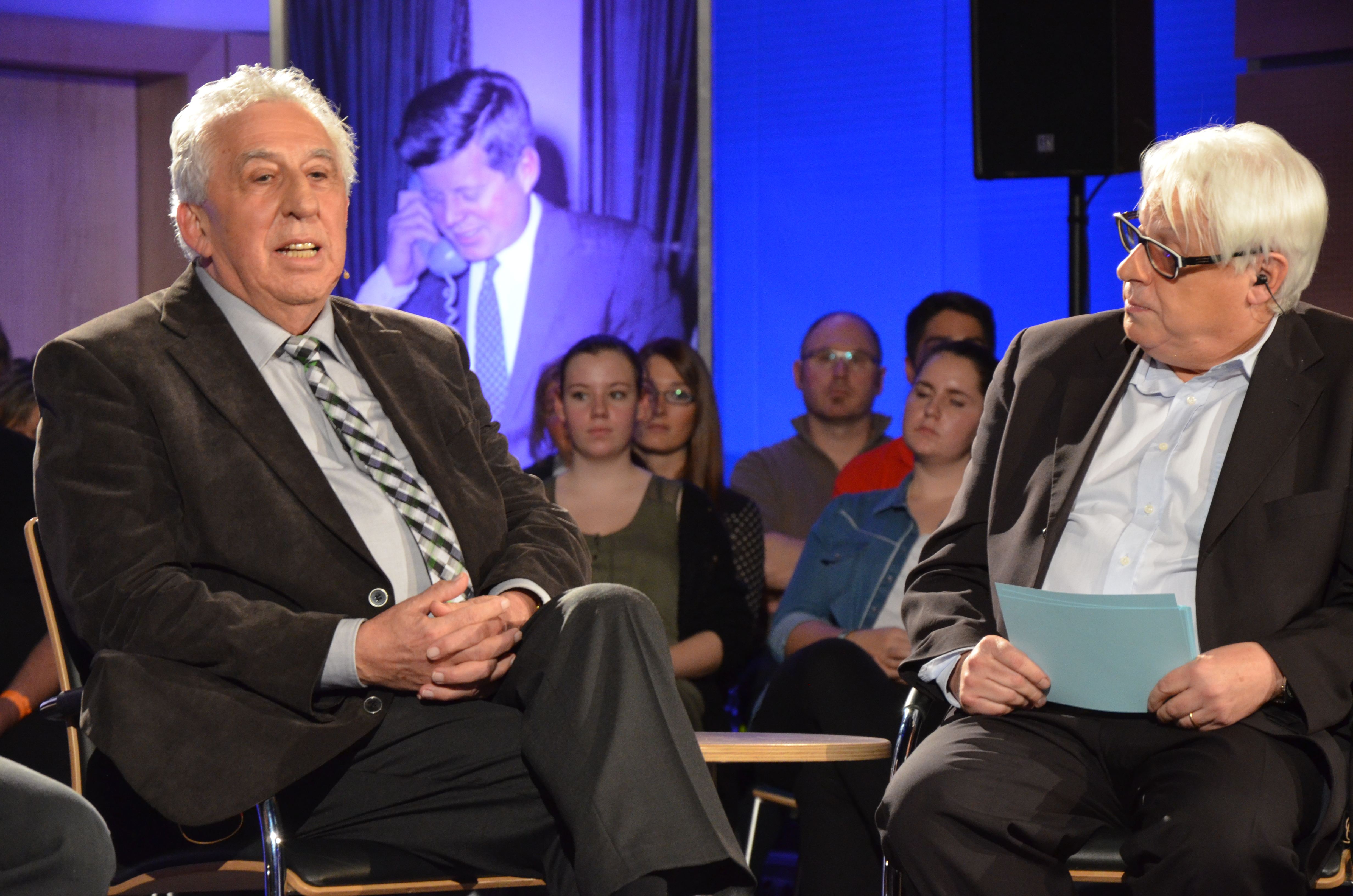
Egon Krenz (vlevo) v roce 2013

V letech 1971 až 1974 byl předsedou organizace Pionýři Ernsta Thälmanna, od roku 1974 do roku 1983 stál v čele mládežnické komunistické organizace Freie Deutsche Jugend, od roku 1983 byl členem politbyra SED. Roku 1989 byl po několik týdnů následníkem Ericha Honeckera v nejvyšší funkci generálního tajemníka SED.
V srpnu 1997 byl zemským soudem v Berlíně odsouzen na šest a půl roku vězení za spoluvinu na usmrcení uprchlíků na vnitroněmecké hranici (konkrétně ve čtyřech případech). Krenz se proti rozsudku odvolal k Evropskému soudu pro lidská práva ve Štrasburku, jeho odvolání bylo v roce 2001 zamítnuto. Po odpykání tří let a jedenácti měsíců trestu byl podmínečně propuštěn na svobodu v prosinci 2003.
Egon Krenz od propuštění žije v malém městě na břehu Baltského moře, stále se zajímá o politické dění, podporuje politiku Moskvy a události z roku 1989 vnímá jako osobní tragédii.